# Alloformica aberrans
Alloformica aberrans är en myrart som först beskrevs av Mayr 1877.  Alloformica aberrans ingår i släktet Alloformica och familjen myror. Inga underarter finns listade i Catalogue of Life.

## Bildgalleri

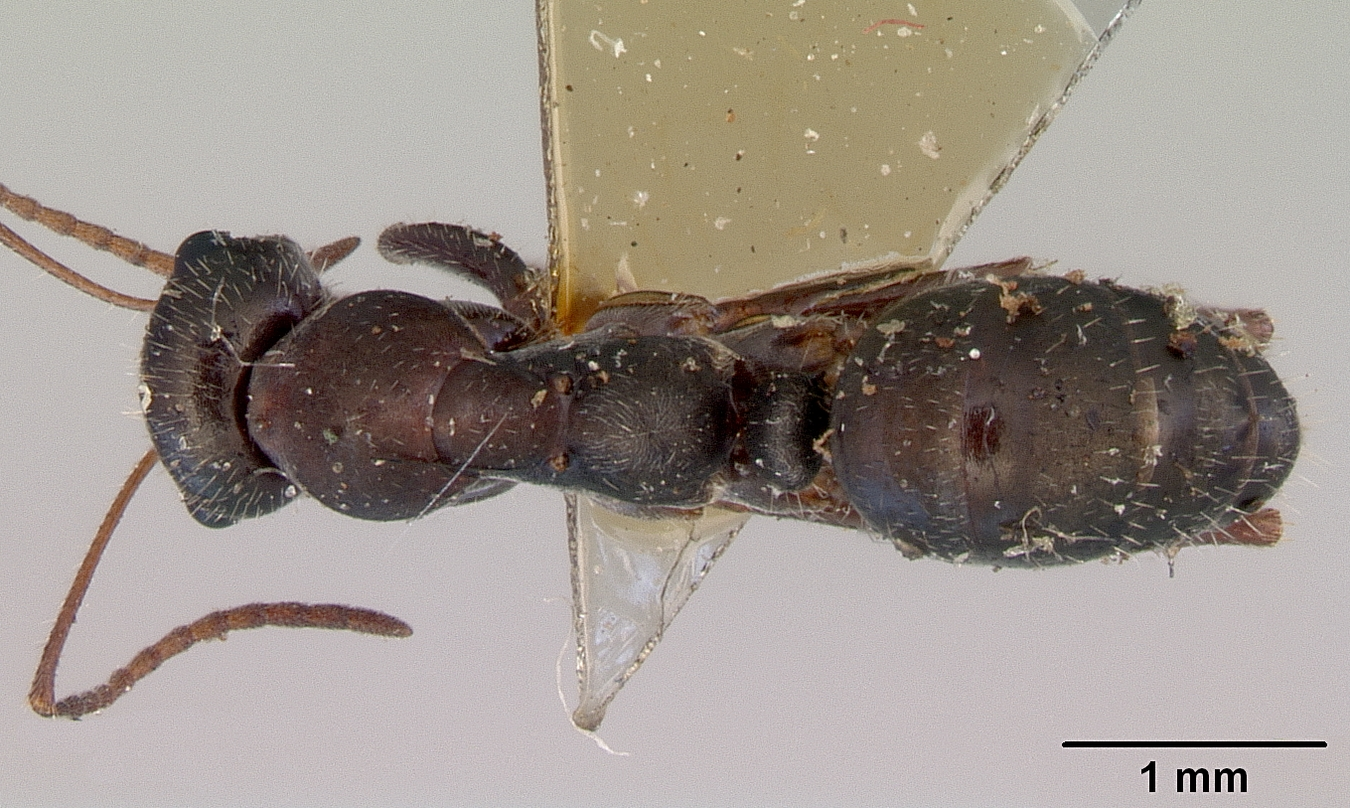
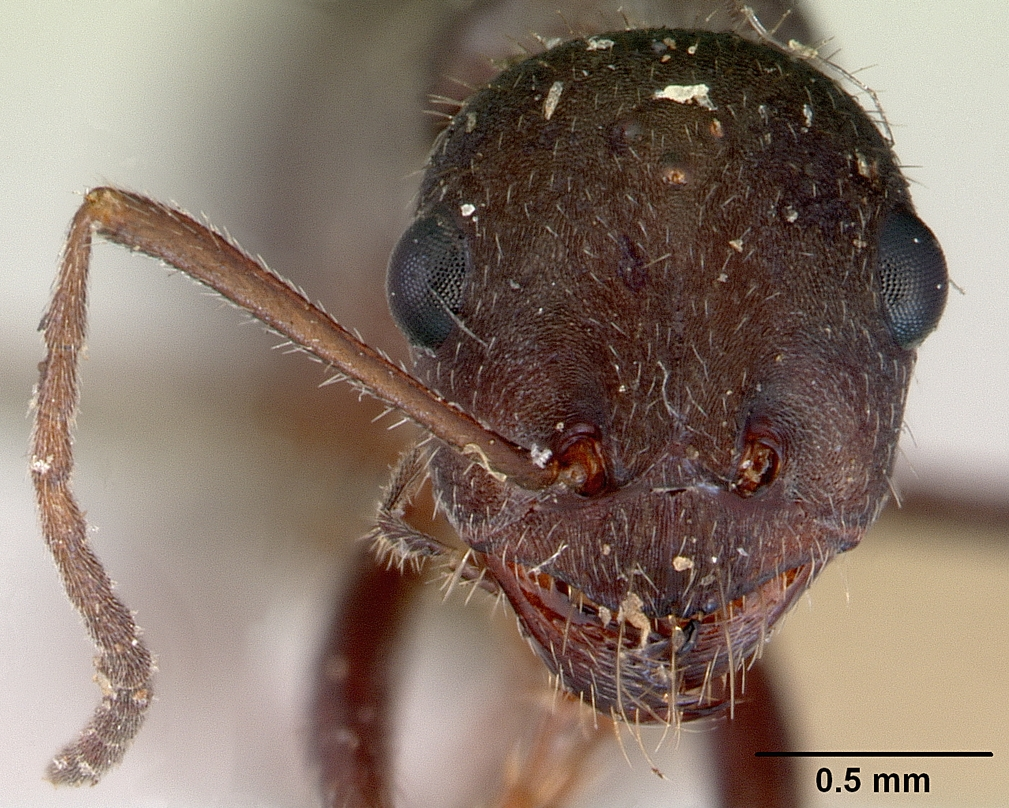
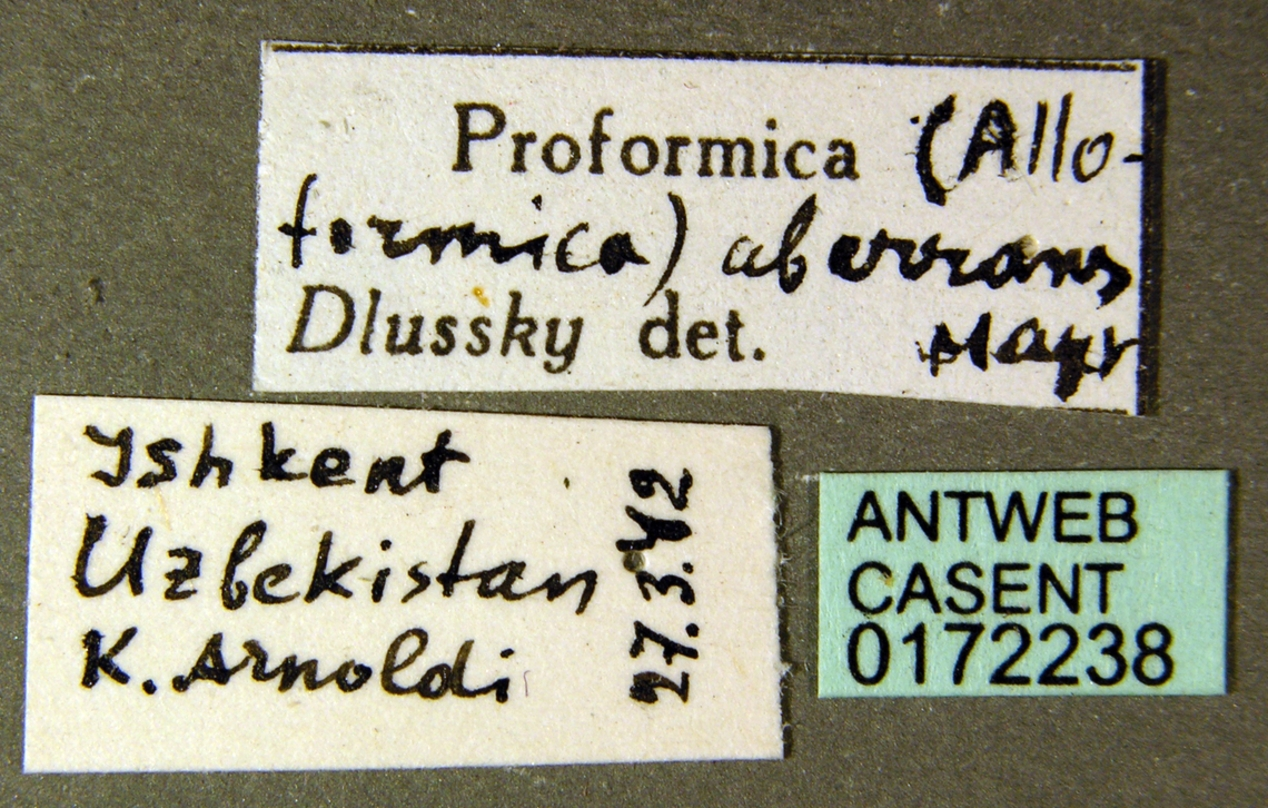
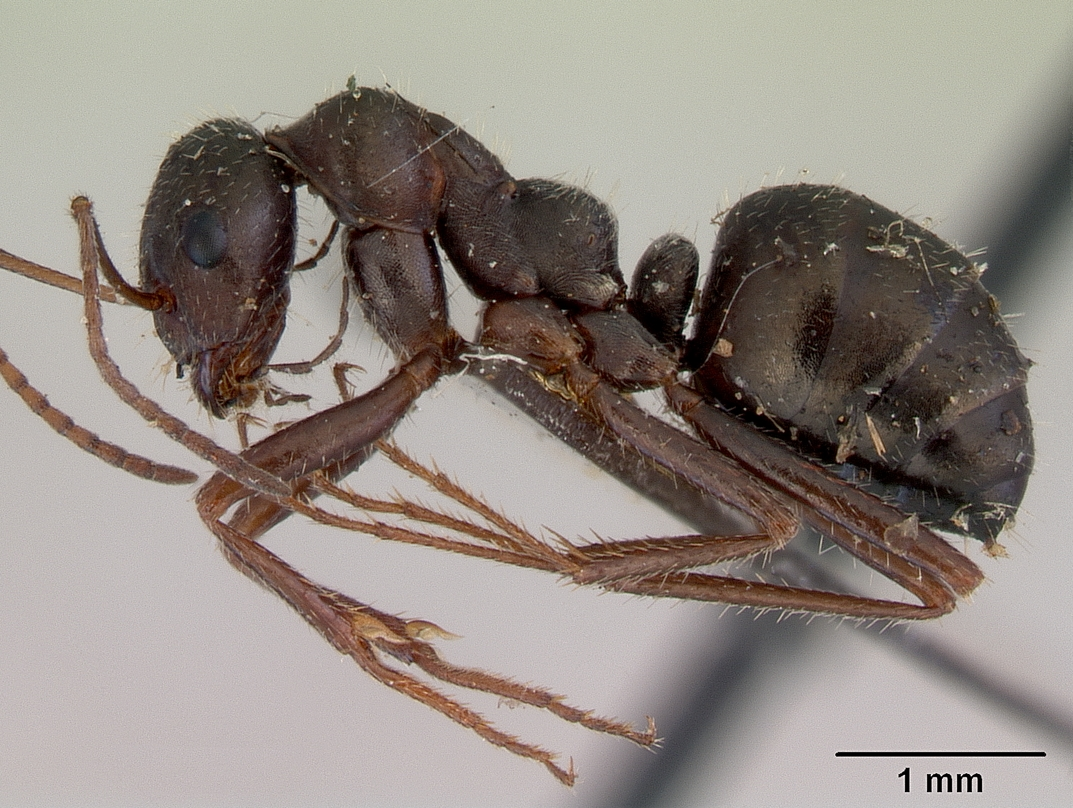
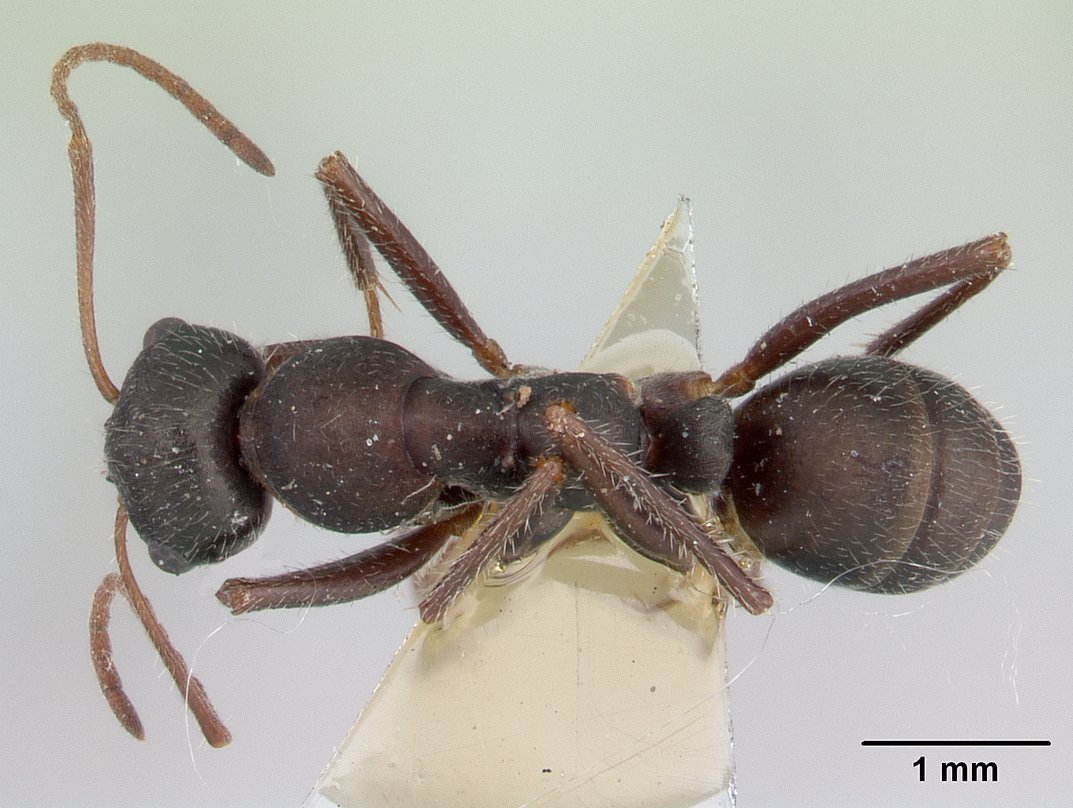
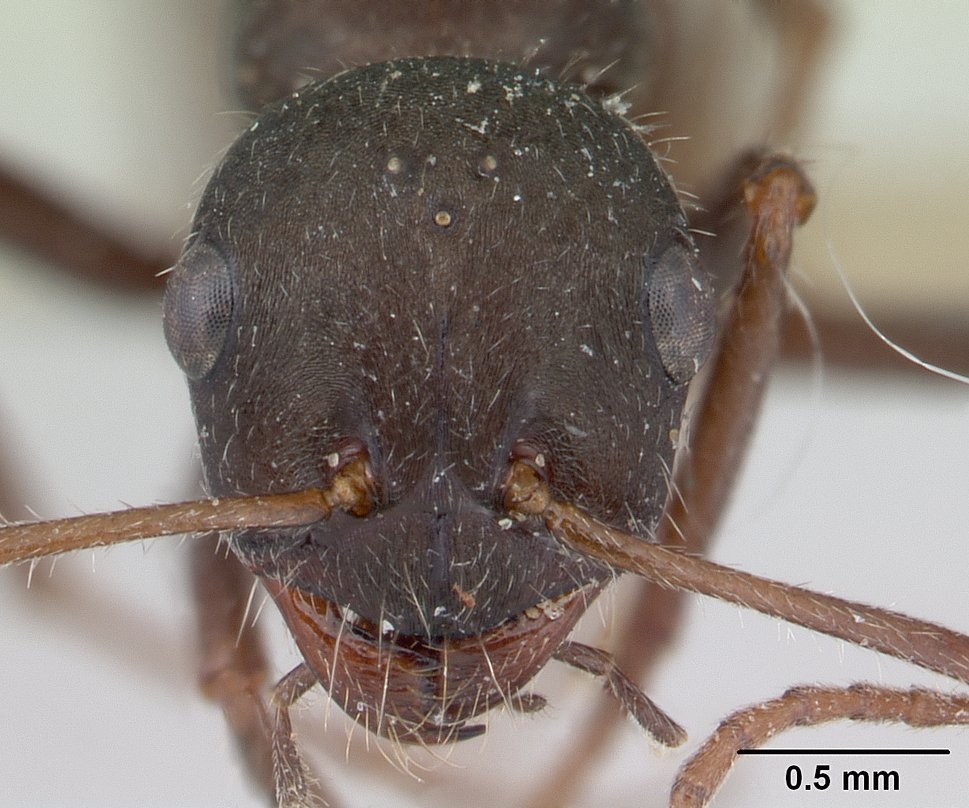